# Oscar Orth
Oscar Karl Orth (* 15. Juni 1876 in Ensheim; † 19. August 1958 ebenda) war ein deutscher Chirurg und Leiter des Landeskrankenhauses in Homburg. Er geriet viele Jahre nach seinem Tod wegen möglicher Beteiligung an nationalsozialistischen Verbrechen in die öffentliche Diskussion.

## Leben
Orth wurde als Sohn des Kaufmanns Franz Eduard Orth (1830–1884) und der Eleonore Auffschneider (1838–1897) geboren. Nach dem Besuch der Volksschule in Ensheim und der Lateinschule in St. Ingbert legte er 1896 das Abitur in Neustadt a. d. Weinstraße ab und studierte in München, Berlin und Heidelberg Medizin. 1901 legte er in Heidelberg das Staatsexamen und wurde promoviert. Nach der Assistenzarztzeit in Ludwigshafen und Heidelberg ließ er sich 1905 als praktischer Arzt in Ensheim nieder. Gleichzeitig übernahm er die Leitung des Betriebskrankenhauses einer örtlichen Fabrik, das auch für die Versorgung von Ensheim zuständig war. 1912 wurde er leitender Arzt des Krankenhauses Forbach/Lothringen. Während des Ersten Weltkrieges war er dort als Stabsarzt im zum Kriegslazarett umgewidmeten Krankenhaus tätig. 1918 bis 1920 arbeitete Orth wiederum als Assistenzarzt in Heidelberg und an der chirurgischen Universitätsklinik Halle an der Saale. Von 1920 bis 1922 leitete er als Chirurg das städtische Krankenhaus in Landau (Pfalz). 1922 wurde er zum Leiter des neu gegründeten Landeskrankenhauses in Homburg/Saar berufen und blieb dort bis zu seiner Emeritierung im Jahr 1947. In den Jahren 1926–1945 stand er dem Saarbrücker Ärzteverein und von 1947–1954 der Medizinisch-Wissenschaftlichen Gesellschaft des Saarlandes als Vorsitzender vor. Bis zu seinem Tod lebte Oscar Orth in seinem Geburtsort. Sein Nachlass ist im Stadtarchiv Homburg überliefert.
Die Stadt Homburg/Saar stiftete 1980 einen nach Oscar Orth benannten mit 10.000 DM dotierten Wissenschaftspreis, der heute als „Wissenschaftspreis der Stadt Homburg“ mit 5.000 Euro dotiert ist.

## Zeit des Nationalsozialismus
Im Landeskrankenhaus Homburg wurden von Ende 1935 bis September 1939 Zwangssterilisationen an geistig behinderten Menschen durchgeführt. Im Zuge der Entnazifizierung wurde Orth am 15. August 1946 von seinem Lehrauftrag entbunden und am 1. Januar 1947 emeritiert.
1993 veröffentlichte der spätere Historiker Christoph Braß seine Magisterarbeit zu den Zwangssterilisationsverfahren im Saarland. Er geht darin besonders auf die Verantwortung Orths (in seiner Funktion als leitender Arzt des Homburger Landeskrankenhauses) für dieses nationalsozialistische Verbrechen ein. Später befasste sich auch der saarländische Landtagsausschuss für Wissenschaft und Kultur damit. In der Saarbrücker Zeitung vom 5./6. März 1994 teilte der damalige Kultusminister Diether Breitenbach mit, dass bei stichprobenartigen Auswertungen von 46 Patientenakten ein Fall nachgewiesen werden konnte, bei dem Oscar Orth selbst eine Zwangssterilisation durchgeführt habe. Oscar Orth war nach den hierzu in der Tageszeitung veröffentlichten Recherchen kein Mitglied der NSDAP.
Laut der Saarbrücker Zeitung vom 21. August 2001 hat eine Nachfrage beim Bundesarchiv ergeben, dass Orth zum 1. Juni 1936 der NSDAP beitrat (Mitgliedsnummer 6.909.753) und seit dem 26. November 1941 der Reichsärztekammer angehörte.

## Ehrungen und Diskussionen
1929 verlieh die Regierungskommission des Saargebiets Orth den Professorentitel. 1947 wurde er Honorarprofessor an der Universität des Saarlandes. Die Gemeinde Ensheim verlieh ihrem verdienten Arzt schon 1930 die Ehrenbürgerschaft. In einer Feierstunde am 15. Juni 1946 wurde ihm die Ehrenbürgerwürde offiziell verliehen. Am 19. April 1948 beschloss der Gemeinderat Ensheim einstimmig, eine Straße nach Orth zu benennen. 1957 wurde Oscar Orth das Große Bundesverdienstkreuz verliehen. Die Stadt Homburg, die Orth am 30. Oktober 1947 ebenfalls zu ihrem Ehrenbürger ernannt hatte, benannte die Hauptstraße der Universitätsklinik und ihren Wissenschaftspreis nach dem ehemaligen ärztlichen Leiter der Klinik.
Nachdem das öffentliche Interesse an Orths Rolle bei den Zwangssterilisationen erwacht war, wurde auch über Orths Ehrungen diskutiert. 1993 änderte die Stadt Homburg den Namen des Oscar-Orth-Preises in „Wissenschaftspreis der Stadt Homburg“. 1997 wurde die Adresse der Universitätsklinik von „Oscar-Orth-Straße“ in „Kirrberger Straße“ zurück benannt, und 2001 erhielt auch die Oscar-Orth-Straße in Ensheim ihren vorherigen Namen „Alten Spitalstraße“ zurück.